# Skarpnässkogen

Skarpnässkogen är ett skogsområde i nordvästra Saltsjö-Boo, Nacka kommun. Skogen sträcker sig från Björknäs i söder till Hasseludden i norr.